# Eugène Bizeau
Eugène Bizeau est un poète et chansonnier anarchiste français, né le 29 mai 1883 à Véretz (Indre-et-Loire) et mort le 16 avril 1989 à Tours. Il collabora à de nombreux périodiques et journaux libertaires de son époque, parmi lesquels Le Libertaire. Il appartint au groupe de la Muse rouge avec Gaston Couté et Aristide Bruant. 
Il cultiva ses vignes jusqu'à quatre-vingt-dix ans. La salle des fêtes de Véretz porte son nom.
Gérard Pierron a notamment mis en musique et interprété ses textes Ferraille à vendre et Il neige sur les mers.
Alain Meilland a mis en musique et interprété son texte Pacifiste.

## Biographie
Deuxième enfant d'une famille de vignerons tourangeaux, il se sensibilisa très tôt aux thèses libertaires et anarchistes.
Il collabora à de nombreux  périodiques anarchistes : l’anarchie de Libertad, dès 1907, L’Idée libre, Hors du troupeau, les Réfractaires.
Il est réformé pour « faiblesse de constitution » peu avant la guerre de 14-18.
Pour sa femme décédée, il veut placer une statue sur sa tombe qu'il pourrait voir depuis chez lui dans le cimetière. La municipalité refuse mais après de longues discussions il finit par obtenir ce qu'il souhaitait.
Il est inhumé dans le cimetière de sa ville natale, Véretz.

## Hommage
En 1983, l’année de ses cent ans, Eugène Bizeau fut invité par le journaliste Jacques Erwan, à rencontrer, au cours d’un débat, le jeune public du Printemps de Bourges. À la suite de quoi, les chanteurs Gérard Pierron, Alain Meilland et Michel Grange créèrent le spectacle Les Cent Printemps des poètes au cours duquel ils interprétèrent des poèmes de Bizeau qu’ils avaient mis en musique (« Songe creux » – Eugène Bizeau/Gérard Pierron et « Pacifiste » — Eugène Bizeau/Alain Meilland). 
En 1986 l'Académie Charles-Cros décerna son prix, dans la catégorie patrimoine, à ce disque. Eugène Bizeau avait 103 ans.

## Œuvres
- Paternité, Edition du "nid dans les branches" , Massiac, 1938, 160 pages
- Entre la vie et le rêve, 1978
- Les sanglots étouffés, 1979
- les grappillons d'arrière-saison, 1982
- Guerre à la guerre !, Christian Pirot éditeur, Joué-lès-Tours, 1988 (édition du 105e anniversaire établie par Gérard Pierron, introduction de Robert Brécy, dessins de Cabu), 156 pages
- Verrues sociales, Christian Pirot éditeur, Joué-lès-Tours, 1988 (édition établie par Gérard Pierron, illustrations Allain Leprest), 77 pages

## Filmographie
- Robert Brécy et Bernard Baissat, Écoutez Eugène Bizeau, 45 minutes, 1981, voir en ligne.

## Notices
- Ressources relatives à la musique :   - Discogs
  - MusicBrainz
- Ressource relative à la vie publique :   - Maitron
- Notices d'autorité :   - VIAF
  - ISNI
  - BnF (données)
  - IdRef
  - Pays-Bas
- Dictionnaire biographique, mouvement ouvrier, mouvement social : notice biographique.
- L'Éphéméride anarchiste : notice biographique.
- (ca) Anarco Efemerides : notice biographique.